# SHE (Künstlerin)
SHE (bürgerlich: Suzanne Martha Ruth Waldvogel-Erb; * 3. August 1926 in Bern; † 11. Dezember 2022 in Jonschwil; heimatberechtigt in Basel und Winterthur) war eine Schweizer Künstlerin.

## Leben
SHE wurde 1926 als Suzanne Erb in Bern geboren. 1938 absolvierte sie einen ersten Porträtkurs beim Bildhauer Karl Hänny. In den Jahren 1945 bis 1952 studierte sie in Genf, Bern, Biel, London und Paris (unter anderem bei Fernand Léger). 1952 heiratete sie erstmals und nahm den Namen Suzanne Hürzeler-Erb an. Sie zog nach Basel und brachte 1953 ihren Sohn Rolf Hürzeler zur Welt. 1985 heiratete sie ein zweites Mal und nahm den Namen Suzanne Waldvogel-Erb an. 2002 zog sie nach Wil, wo sie bis zu ihrem Tod lebte. Neben ihrer Tätigkeit als Künstlerin war sie auch als Lehrerin tätig.

## Werk
Im Zentrum des Werkes von SHE standen Menschen in ihrer Umgebung. Die teilweise etwas surreale Darstellung der Personen in ihren Bildern sollte existenzielle Fragen aufwerfen. Sie schuf über 100 Porträts, darunter solche von Bundesrätin Karin Keller-Sutter und Susanne Hartmann.

## Auszeichnungen
- 1983: Diploma di Accademico d’Europa del Centro Studie Ricerche[2]
- 2007: Anerkennungspreis der Stadt Wil[3]

## Schriften
- SHE, Suzanne Waldvogel Hürzeler Erb (Werkkatalog). Wil/Flawil 2009.